# Complejo de cadenas
En álgebra abstracta un conjunto {\displaystyle \{A_{i},\,\delta _{i}\}}
consistente en estructuras algebraicas {\displaystyle A_{i}} 
(ya sea grupos abelianos o anillos o módulos o espacios vectoriales) y {\displaystyle \delta _{i}} morfismos (según sea la categoría), se llama complejo de cadenas
si la construcción 
{\displaystyle \ldots \to A_{n+1}{\begin{matrix}\delta _{n+1}\\\to \\\,\end{matrix}}A_{n}{\begin{matrix}\delta _{n}\\\to \\\,\end{matrix}}A_{n-1}\to \ldots }
satisface {\displaystyle \delta _{n}\circ \delta _{n+1}=0\,}.
Esta última condición implica {\displaystyle \operatorname {im} \delta _{n+1}\subseteq \ker \delta _{n}\,}
para toda {\displaystyle n}. Este concepto es clave para entender lo que es la homología.

## Notación
El símbolo {\displaystyle A_{\bullet }} se utiliza para designar al par {\displaystyle \{A_{i},\,\delta _{i}\}}. 

## La homología
A las estructuras cociente
{\displaystyle H_{n}(A_{\bullet })={\frac {\ker \delta _{n}}{{\rm {im\,}}\delta _{n+1}}}\,}
se les llama grupos de homología del complejo de cadenas 
{\displaystyle A_{\bullet }}
Esta última construcción es muy importante en la topología algebraica, pues conforma una de sus principales herramientas.

## Morfismo entre cadenas

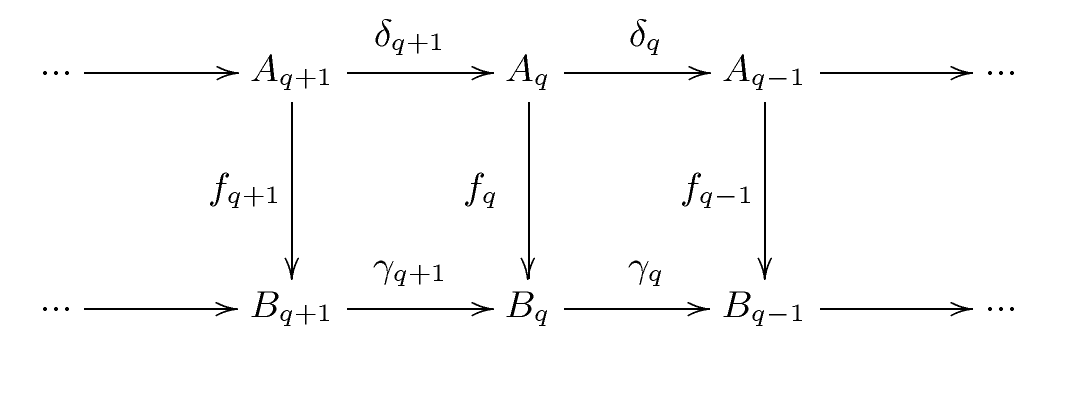
cadeno-morfismo.

Un morfismo (de grado cero) entre dos complejos {\displaystyle A_{\bullet }=\{A_{q},\,\delta _{q}\}} y {\displaystyle B_{\bullet }=\{B_{q},\,\gamma _{q}\}}
es un conjunto {\displaystyle f_{\bullet }=\{f_{q}\}} de morfismos entre las estructuras algebraicas {\displaystyle A_{q}{\stackrel {f_{q}}{\to }}B_{q}} tales que {\displaystyle f_{q}\circ \delta _{q+1}=\gamma _{q+1}\circ f_{q+1}}. Simbólicamente {\displaystyle f_{\bullet }\colon A_{\bullet }\to B_{\bullet }} indica lo mismo.
Un morfismo de grado d corresponde a una familia de morfismos {\displaystyle A_{q}{\stackrel {g_{q}}{\to }}B_{q-d}} con la misma propiedad {\displaystyle g_{q}\circ \delta _{q+1}=\gamma _{q+1}\circ g_{q+1}}

## Como categoría
Desde el punto de vista de teoría de categorías tenemos la categoría de complejos de cadenas y los cadeno-morfismos. Una utilización de ésta consideración es que las principales teorías de la topología algebraica tales como la homología, cohomología y la homotopía son verdaderos functores que asignan -por ejemplo la homología- a un par topológico {\displaystyle (X,A)} una familia de grupos abelianos {\displaystyle \{H_{n}(X,A)\}} que formarán una complejo de cadenas 
{\displaystyle \cdots \to H_{i}(A)\to H_{i}(X)\to H_{i}(X,A)\to H_{i-1}(A)\to \cdots }
y donde un mapeo continuo {\displaystyle f\colon (X,B)\to (Y,B)} entre pares topológicos induce un conjunto de morfismos {\displaystyle f_{\#}\colon H_{i}(A)\to H_{i}(B)}, {\displaystyle f_{\#}\colon H_{i}(X)\to H_{i}(Y)} y {\displaystyle f_{\#}\colon H_{i}(X,A)\to H_{i}(Y,B)} con las propiedades suficientes para así considerarle como un cadeno-morfismo.